# 大卡克沙河
大卡克沙河（俄语：Большая Варакша，羅馬化：Bolʹshaya Kaksha）又称卡克沙河（Какша），是伏尔加河流域韦特卢加河左支流，流经俄罗斯的基洛夫州与下诺夫哥罗德州。长138（86英里），流域面积2,250平方（870平方英里）。其最长支流瓦赫坦河长58公里，流经下诺夫哥罗德州的瓦赫坦镇。

## 支流
大卡克沙河共有以下支流（按距河口的距离排列）：
- 乔尔纳亚河（Чёрная，距河口8公里）
- 瓦赫塔纳河（Вахтана，距河口46公里）
- 夏瓦河（Сява，距河口47公里）
- 瓦赫坦河（Вахтан，距河口66公里；也称大瓦赫坦河）
- 舒亚河（Шуя，距河口80公里）
- 大瓦拉克沙河（距河口86公里）
- 库卡河（Кука，距河口97公里）
- 涅兹奈卡河（Незнайка，距河口104公里）
- 卢戈瓦特卡河（Луговатка，距河口113公里）
- 卡缅卡河（Каменка，距河口116公里）
- 乔尔纳亚河（Чёрная，距河口121公里）
- 切尔努什卡河（Чернушка，距河口126公里）